# Valna duljina
Valna duljina periodičnoga vala je najmanja udaljenost između dvije čestice koje titraju u fazi. Obično se označava grčkim slovom lambda (λ). Jedan puni val ujedno predstavlja i jedan puni titraj čestice, a broj valova koji u sekundi prođu nekim mjestom se naziva frekvencijom tog vala.
Valna duljina λ je obrnuto proporcionalna frekvenciji f, a izračunava se dijeljenjem brzine kojom se val rasprostire u prostoru ili sredstvu kojim se širi (v) s frekvencijom tog vala (f), odnosno umnoškom brzine s periodom titranja vala T:
{\displaystyle \lambda ={\frac {v}{f}}=vT}
Valna duljina λ iskazuje se u metrima (m), brzina zvučnog vala v u metrima u sekundi (m)/(s), a frekvencija f u herzima (Hz).
Za elektromagnetsko zračenje u vakuumu brzina rasprostiranja je brzina svjetlosti c. Specifično za elektromagnetske valove je to što im ne treba medij da bi se širili. 
Za zvučne valove, koji su longitudinalni mehanički titraji u elastičnom sredstvu, se brzina rasprostiranja naziva brzina zvuka. Brzina zvuka jako ovisi o sredstvu kojom se zvuk širi.